# Хэнлон, Глен
Глен Хэ́нлон (англ. Glen A. Hanlon; 20 февраля 1957, Канада) — бывший канадский хоккеист, главный тренер национальной сборной Швейцарии по хоккею. Выступал за клубы НХЛ «Ванкувер Кэнакс», «Сент-Луис Блюз», «Нью-Йорк Рейнджерс», «Детройт Ред Уингз», а также клубы Центральной хоккейной лиги, АХЛ и ИХЛ.
После окончания карьеры игрока работал главным тренером клуба АХЛ «Портленд Пайретс», ассистентом главного тренера в клубах НХЛ «Ванкувер Кэнакс» и «Вашингтон Кэпиталз». В 2003—2007 годах занимал должность главного тренера «Кэпиталз», сезон 2008/09 провел на посту главного тренера финского клуба «Йокерит».
Тренировал сборную Беларуси на чемпионатах мира 2005, 2006 и 2009 годов. На чемпионате мира 2006 года в Латвии белорусская сборная заняла лучшее в своей истории 6-е место, а Глен Хэнлон стал человеком года в Беларуси в области спорта по версии газеты «Прессбол».
Сезон 2009/10 Хэнлон начал на посту главного тренера команды КХЛ «Динамо» (Минск), однако 20 октября был отправлен в отставку из-за неудовлетворительных результатов команды. 2 ноября канадский специалист по собственному желанию оставил пост главного тренера сборной Беларуси.
21 декабря 2009 года назначен скаутом «Ванкувер Кэннакс», где проработал до 27 марта 2010 года.
27 марта 2010 года — 19 мая 2011 года — главный тренер сборной Словакии.
14 июня 2013 года подписал контракт с Федерацией хоккея Беларуси. Контракт вступил в силу 1 июля 2013 года и рассчитан по формуле 2+1 (контракт подписан на два года, а при выполнении обязательств может быть пролонгирован на тех же условиях ещё на один год).